# لاگونا نیگوئل (کالیفرنیا)
لاگونا نیگل (به انگلیسی: Laguna Niguel) شهری در شهرستان اورنج، کالیفرنیا ایالت کالیفرنیا است که در سرشماری سال ۲۰۱۰ میلادی، ۶۲۹۷۹ نفر جمعیت داشته است. 